# Unité urbaine de Fouesnant
L'unité urbaine de Fouesnant est une unité urbaine française centrée sur Fouesnant, ville portuaire au sud du Finistère, en région Bretagne.

## Données générales
Dans le zonage réalisé par l'Insee en 1999, l'unité urbaine était composée de trois communes.
Dans le zonage réalisé en 2010, l'unité urbaine était composée de six communes, le périmètre ayant été étendu aux communes de Bénodet, Clohars-Fouesnant et Gouesnach.
Dans le nouveau zonage réalisé en 2020, elle est composée des six mêmes communes.
En 2022, avec 25 782 habitants, elle représente la 5e unité urbaine du département du Finistère et occupe le 15e rang dans la région Bretagne.
En 2020, sa densité de population s'élève à 240 hab/km2. Par sa superficie, elle ne représente que 1,57 % du territoire départemental et, par sa population, elle regroupe 2,76 % de la population du département du Finistère.

## Composition 2020 de l'unité urbaine
Elle est composée des six communes suivantes :
| Nom                      | Code Insee | Département | Statut       | Superficie (km2) | Population (dernière pop. légale) | Densité (hab./km2) | Modifier                                    |
| ------------------------ | ---------- | ----------- | ------------ | ---------------- | --------------------------------- | ------------------ | ------------------------------------------- |
| Fouesnant (ville-centre) | 29058      | Finistère   | ville-centre | 32,76            | 10 204 (2022)                     | 311                | modifier les données · modifier les données |
| Bénodet                  | 29006      | Finistère   | banlieue     | 10,53            | 3 878 (2022)                      | 368                | modifier les données · modifier les données |
| Clohars-Fouesnant        | 29032      | Finistère   | banlieue     | 13,02            | 2 152 (2022)                      | 165                | modifier les données · modifier les données |
| La Forêt-Fouesnant       | 29057      | Finistère   | banlieue     | 18,53            | 3 485 (2022)                      | 188                | modifier les données · modifier les données |
| Gouesnach                | 29060      | Finistère   | banlieue     | 17,07            | 2 765 (2022)                      | 162                | modifier les données · modifier les données |
| Pleuven                  | 29161      | Finistère   | banlieue     | 13,69            | 3 298 (2022)                      | 241                | modifier les données · modifier les données |

## Évolution démographique
| 1968   | 1975   | 1982   | 1990   | 1999   | 2008   | 2013   | 2020   |
| ------ | ------ | ------ | ------ | ------ | ------ | ------ | ------ |
| 10 190 | 12 067 | 13 922 | 16 370 | 19 527 | 23 291 | 23 529 | 25 338 |

#### Données générales
- Unité urbaine
- Aire d'attraction d'une ville
- Aire urbaine (France)
- Liste des unités urbaines de France

#### Données démographiques en rapport avec l'unité urbaine de Fouesnant
- Aire d'attraction de Quimper
- Arrondissement de Quimper

#### Données démographiques en rapport avec le Finistère
- Démographie du Finistère